# Gizmodo
Gizmodo és un blog especialitzat en gadgets i noves tecnologies. Pertany a Gawker Media. Originalment, Gizmodo és un blog estatunidenc creat el 2002 per Peter Rojas. És similar al blog Engadget.
El 2005, Nielsen Company i Gawker Media van formar una aliança per establir Gizmodo a Europa. El blog serà traduït al francès, alemany, neerlandès, castellà i italià.
El 2007, Allure Media ha llançat Gizmodo a Austràlia, sota llicència Gawker Media.
El novembre de 2007, el grup HUB Uitgevers pren sota control Gizmodo en neerlandès.
Avui, Gizmodo existeix en 11 països: França, Estats Units, Gran Bretanya, Austràlia, Alemanya, Japó, Espanya, Itàlia, Països Baixos, Rússia i Bèlgica.
Steve Jobs, el CEO d'Apple Inc., ha dit que 
| « | Gizmodo era el seu weblog preferit, fins i tot si ha dubtat molt de temps entre Gizmodo i Engadget | » |

.